# 畑俊六
畑俊六（日语：畑 俊六/はた しゅんろく，1879年7月26日—1962年5月10日），日本帝国陆军大将，也是最後一位元帅榮譽獲得者。二战甲级战犯，以長時間擔任中國派遣軍司令官聞名。

## 生平
1879年出生于日本东京的一个武士家庭。其父俊藏曾经是会津藩士，在明治维新时期就参加过戊辰战争。畑俊六是这个崇拜武士道精神的家庭的第二个儿子。哥哥畑英太郎，后来也是日本大将，918事变前死在关东军司令任上。
1896年9月，17岁的畑俊六进入陆军中央幼年学校学习，生性聪明的他以第三名的成绩从陆幼毕业，随后进入野战炮兵部队第一联队。同年12月，进入陆军士官学校，次年以同期660名学生中第二名的成绩毕业，正式开始他的军人生涯。
1901年，畑俊六被晋升为炮兵少尉，日俄战争爆发后，他被编入乃木希典大将率领的第3軍，赴旅顺参加对俄作战。
1904年10月，日军第三军在进攻鸡冠山一役中，子弹穿透了肺部。后来虽然经抢救活了下来，但他终生身材瘦削，形似病夫。这个伤也使他获得了军旅生涯的第一枚勋章——功五级金鵄勋章。伤愈后，畑俊六被送入陆军炮兵工科学校学习。从陆炮毕业之后，1907年，畑俊六进入培养日本陆军中高级军官的陆军大学学习。
1910年他以第一名的成绩毕业于陆军大学校。后来就沿着精英路线一直在参谋本部服務。畑俊六进入参谋本部后，正值参谋本部根据《帝国国防方针》和《帝国用兵纲领》制定年度作战计划，于是他便随队来到中国进行了为期两个月的考察，這經歷为日后奉命侵略中国留下了不少知識。第一次世界大战爆发前，畑俊六被派往德国担任武官，在那里他主要学习了德国的军事思想及战略战术。大战爆发后，他回到日本，继续在参谋本部任职，不久又被派往瑞典常驻，搜集情报。
1916年，畑俊六奉调回国，继续在参谋本部工作，担任作战班长，参加了对《帝国国防方针》及《帝国用兵纲领》的修改。在此期间，畑俊六与同在东京的后来担任日本首相的小矶国昭交往甚密。1918年，他兼任军令部参谋，同年末作为巴黎和会全权代表的随员赴欧。
1919年担任陆军大学战术教官。1920年第二次到中国考察。同年，他被晋升为陆军炮兵大佐，下放部队进行历练，先后任野战炮兵第十六联队联队长、陆军野战炮兵学校教导队联队长。1923年，升任参谋本部作战课长兼军令部参谋。在此期间，海军与陆军围绕着假想敌的设定问题争执不下，最终结果是按照海军的提案，设定假想敌顺序为美，俄，中。但陆军制定的作战计划仍以多个国家为对象。1926年，晋升为陆军少将，担任野战炮兵第四旅旅团长。
1927年任参谋本部第四部部长， 1928年转任参谋本部做战部部长，参与其兄关东军司令畑英太郎与参谋板垣征四郎、石原莞尔等策划满蒙占领的行动，因其兄于1930年5月暴病而亡告终。1931年，晋升为陆军中将，担任野战炮兵总监。
自1933年起，陆续担任过第14师团师团长、陆军航空本部长、二·二六事件后代替皇道派的柳川平助担任台湾军司令官。
1937年，晋升为大将，就任陆军三长官之一的教育总监一职，成为日本陆军的首脑之一。　　

## 二戰時

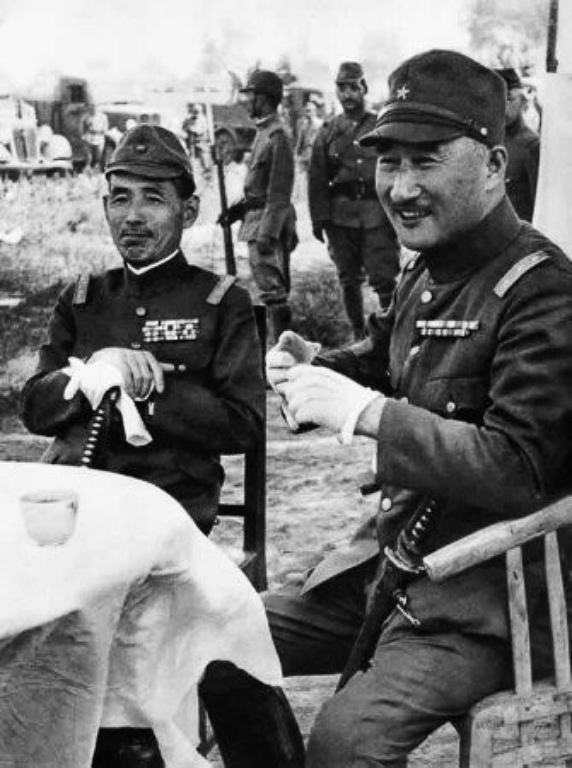
畑俊六与華北方面軍司令寺内寿一大將抵达徐州

1938年2月，由于华中方面军在原司令官松井石根的率领下，發生了南京大屠杀，日军大本营迫于国内外的舆论压力，撤回松井石根，由畑俊六整肅軍紀，於是接任华中派遣军司令官。
5月19日，日军攻陷徐州，打通陇海线。但预定歼灭的中国军队主力50万人已经在李宗仁指挥下先期撤出，日军占领地域越发宽广，兵力不服分配的情况更加严重，紧接着，国军炸开了河南花园口附近的黄河大堤（花園口決堤），挡住了华北日军的深入，这件事更重要的是它表明了国民政府宁为玉碎、不为瓦全的精神，日军上层寄望于中国政府将很快向日本屈服的念头消失了。由于勢成骑虎，日本政府增加战费35.2亿日元，2个月内征召新兵24万人组成10个师团，硬着头皮发动了超过国力允许的汉口攻击战，6月18日，大本营根据御前会议的决定，向陆海军下达了准备武汉作战的命令：接到作战命令后，畑俊六开始积极进行进攻武汉的作战准备。他先是派兵拿下了军事重镇安庆，将德川好敏男爵中将的航空兵团基干兵力部署在此地，以方便日军的战斗机从此起飞，轰炸汉口抢占制空权。随后，6月底， 畑俊六在安宅号军舰上与中国方面舰队司令官及川古志郎交换了《关于汉口攻略作战的陆海军协定备忘录》，与海军达成共同作战的协定，由海军负责打通长江水路交通，沿长江运送陆军。
7月19日，日军进攻黄梅。7月23日，日军主攻部队在姑塘登陆。7月26日，攻占九江。8月1日，占领黄梅。作为华中派遣军司令官的畑俊六率其所属14个师团和1个航空兵团的兵力投入这场战争。畑俊六进行了具体的部署，他命令东久迩宫稔彦王中将所率第二军4个师团向庐州附近集结；命令冈村宁次中将所率第十一军的5个师团和精锐波田支队向黄梅、九江附近靠拢；进攻部队达到9个师团2个旅团25万之众，为了保证不后院起火，畑俊六又将5个师团的兵力布置在上海、南京、安庆等已占领地区。
经过3个月的激战，畑俊六所率南北两路日军艰难的突破50个中国军的拦截，突入武汉外围，鉴于武汉外围已无险可守，国民政府以持久战略考虑放弃武汉，退至重庆保存戰力。11月2日，畑俊六乘军舰抵达武汉。武汉会战前蒋介石有300万军队，但是武汉会战后他还有300万军队。而日本已经用尽全力，国内只剩一个师团了。战局走向日本最感痛苦的长期消耗战。
1938年12月15日，畑俊六被召回大本营，转任军事参议官。1939年5月25日，转任天皇身边亲近的侍从武官长。同年8月，昭和天皇认为他诚实可靠，因此他成为了阿部信行内阁的陆军大臣，并在米内光政内阁留任。
1940年初，日军大本营决定，如果再没有进展就把驻华日军削减到40万，撤出武汉地区。1940年希特勒在欧洲取得了胜利后，日本轉向攻略东南亚的法国、荷兰殖民，日本陆军要求与德意结成同盟，与英美争夺太平洋。而海军的米内首相因反对结成三国同盟被陆军视为祸害，陆军大臣畑俊六辞职导致米内内阁的垮台，这是他后来被推上远东国际军事法庭的主要原因。（畑俊六的日记（7月4日）中有这样的记述：泽田茂参谋次长来此，出示了“总长宫殿下（参谋总长闲院宫载仁亲王）的盖章”，逼我决定去留。）继而近卫文麿组阁启用强硬派东条英机担任陆军大臣，终于加入了三国同盟。
1941年，日军侵略中国的战争正处于双方相持阶段，日军大本营为了改变战略态势，夺得战争主动权，解决国内因战争持续而激发的重重矛盾，重新启用在中国战场屡立战功的畑俊六。
1941年3月，畑俊六正式被任命为中国派遣军总司令官，接替他的前任西尾寿造，负责统一指挥侵华日军的侵略活动。
1941年12月8日，日军引發偷袭美国珍珠港的事件，悍然挑起太平洋战争，第二年4月，美军就报复性的空袭东京，事后在中国浙江的某机场降落，日本大本营大为恼怒，指示畑俊六派兵扫荡该机场，畑俊六原本就对放弃中国战场，而到南洋去招惹英美不满，对华北方面军冈村宁次提倡，深入西安-成都的5号作战计划也不赞同，他的主张是稳扎稳打，借此机会，擅自扩大作战规模和地域，最后形成了一个历时3个月，出兵87个大队的庞大的浙贛戰役，由于顾祝同的第三战区力战，日军第13军第15师团酒井直次中将于5月28日在浙江兰溪误触地雷被炸死，成为日本侵华以来第一个战死的师团长。他的这次作战虽获得成功，但在战略上却因为大量抽调日军，使日军1942冬至43年春预计发动西安作战流产，第二年六月翻越秦岭的作战无限期推迟。　　
1944年，随着盟军逐步组织起猛烈的反攻，日本本土与侵入南太平洋的日军的海上联系被美国海空军所切断。日军大本营因而盘算在中国大陆打通一条交通线，将平汉、粤汉和湘桂铁路贯通起来形成一条通往越南、新加坡的大陆交通线，使大本营与南太平洋上的孤军之间取得联系。为此，日军大本营制定了“一号作战”行动，是日本工業化以來最大規模的動員，即中国通常所说的豫湘桂会战。
畑俊六拟定了一个由北而南、全面进攻的詳細计划，後來發揮相當大的作用：
第一期作战由华北方面军发动攻击，打通平汉铁路，同时歼灭国军于河南的主力（主要为汤恩伯部）。
第二期作战由驻武汉的日军第11军攻击衡阳，摧毁国军第九战区主力。
第三期作战由第6方面军与华南第23军配合，由广州北上，以打通粤汉铁路为目标。并与前述第11军会师。
第四期作战于打通平汉、粤汉线之后，再出兵攻占广西和越南的通路。
此次作战期间日军亦需尽量攻击并摧毁华军于江西、湖南和广西的机场。在情报上，更是下了大力气，比如，有些计划图示上，竟标示出要进攻西安、重庆。对武汉方面的增兵则是进12万，走5、6万，让人觉得是正常换防的模样。计划上明确说：为了这次交战，（占领区）警备的部分牺牲是值得的。由这份计划中可清楚的看出，第一期作战计划即为豫中会战，第二期为长衡会战，第四期部份为桂柳会战。此次如日方达成其战略目的，中国将被分为两半。
豫陕战事结束后，畑俊六就在武汉设立前进指挥所，同时将第5陆军航空军指挥所也移至武汉，第11军各部队开始向长江沿岸运动， 由中国派遣军直接组织班子，对九战区的前三次的打法进行了研究战役开始后，日军攻击部队分为两个梯队，对攻击地域实施波浪式交替推进，同时置强大集群于两翼，使九战区多次使用的两翼侧击战术失效，外翼兵团在整个战役中不能发挥作用，成为看客。 战前畑俊六就预计能一举击破长沙，衡阳，中国派遣军最大的危机在于在预计桂柳会战时迎战由印缅云南返回的中国远征军，为此专门成了了第六方面军，预计由冈村宁次担任这次作战的指挥。
一号作战中，日军共投入兵力51万余人。畑俊六所指挥的日军起初勢如破竹，在8个月的时间里击溃了国民革命军五六十万人，打通了大陆交通线，河南、湖南、广西、广东等省的大部和贵州的一部分地区、洛阳、长沙、桂林、福州、郑州等140余座城市、衡阳、零陵、宝庆、桂林、柳州、丹竹、南宁等7个空军基地和36个飞机场被攻占，不過日軍此時已經達到了極限，戰略的天平開始反轉。
1944年6月，畑俊六因戰功被晋升为陆军元帅，天皇亲自向他颁发了功一级金鵄勋章。11月2日，被调任为陆军教育总监。
1945年4月由於各地戰事不斷惡化，位於本土的日本陸軍整體戰略調整為準備本土決戰，陸軍部隊改編為第一與第二兩個總軍。其中畑俊六出任駐紮在广岛的第二总军司令長官；8月6日，广岛遭美军原子弹轰炸，即广岛市原子弹爆炸，人在火车站的畑俊六居然倖免于死，并力主停战。8月14日，天皇召开御前会议，听取第一总军杉山元元帅、第二总军畑俊六元帅、前海军军令部总长永野修身元帅的意见，和杉山的主战意见不同，他明确的表明了态度：“很遗憾，我的军队无力正面阻止美军的登陆。”。
1945年8月15日，日本宣布无条件投降。在中国政府的指控和强烈要求之下，畑俊六被远东国际军事法庭作为甲级战犯嫌疑人逮捕，关入东京巢鸭监狱。

## 戰後
1946年5月3日，远东国际军事法庭开始对畑俊六等28名日本甲级战犯进行公开审理。陆军元帅杉山元在1945年9月已自杀，另一个陆军元帅寺内寿一客死南洋、因而畑俊六成为法庭被告席上唯一的一名日本陸軍元帅。 由于海军大将米内光政为他辩护，他逃脱了缔结三国同盟的指责。畑俊六被指控犯有《起诉书》中列举的第1项（图谋侵略东亚及太平洋地区）、第27项（对中国实行侵略战争）、第29项（对美国实行侵略战争）、第31项（对英国实行侵略战争）、第32项（对荷兰实行侵略战争）以及第55项（违反人道）等罪行。违反人道的罪行，主要包括纵容、唆使部下在武汉杀戮平民和俘虏、奸淫妇女、抢劫和破坏财物等犯罪事实（廠窖慘案发生当下为指挥官）。
1948年11月12日，远东国际军事法庭对畑俊六判处无期徒刑。在巢鸭监狱中服刑不到10年後，他在1954年假释出狱了。清晨，畑俊六乘坐监狱提供的汽车上路，中途他的弟弟驾驶汽车前来迎接。回到阔别了七年的旧居后，畑俊六进门的第一件事就是到神像前跪拜。出狱后不久，畑俊六就担任了陆军军官亲善团体偕行社的会长，到全国各地去慰问战亡者家属。
晚年的畑俊六曾对友人说，指挥徐州会战和武汉会战是他平生最大的遗憾：“当时，中国大陆的战争已到了见好就收的时候了，再进一步深入，日本将很危险。我掌握着华中派遣军，可以命令士兵们停止进攻，但其他地区的派遣军（指华北方面军的寺内寿一大将）和国内的主战派只听从天皇陛下的命令。我曾经派特使向天皇陛下汇报了我对于大陆形势、日本的将来和国际形势的看法，无奈多数大将反对，陛下只好否决了我的提案。这是我80年生涯中最感遗憾的一件事。”
1956年，梅兰芳带领中国艺术表演团访日，畑俊六托人向梅兰芳捎信，说愿意到北京去住监狱，换回尚关押在中国的一千多名日本战犯。他是这样说的“我作为一个军人，不想死在草席上，请帮我找一个军人葬身的地方吧。”最后也没有什么回音。
最后他于1962年5月10日在一家名叫龟文馆的旅馆里因病猝然死去，此前他正准备参加一个为阵亡者慰靈碑建成的揭幕仪式。

## 簡歷
- 1896年（明治29年）9月 - 陸軍幼年學校入學。
- 1898年（明治31年）11月 - 同校畢業、陸軍軍官學校入學（ 12期）。
- 1900年（明治33年）11月 - 同校畢業。
- 1901年（明治34年）6月 - 少尉晉級附帶野砲兵第1聯隊。
- 1903年（明治36年）11月 - 升級為中尉。
- 1905年（明治38年）4月 - 野砲兵第1聯隊補充大隊中隊長。
- 6月 - 上尉 晉級。
- 1906年（明治39年）12月 - 陸軍炮工學校 高等科畢業。
- 1907年（明治40年）12月 - 陸軍大學校入學（22期）。
- 1910年（明治43年）11月 - 同校畢業。
- 12月 - 參謀本部員。
- 1912年（明治45年）3月 - 駐德大使館武官。
- 1914年（大正3年）4月 - 升級為少佐。 
  - 8月 - 瑞典 駐在。
- 1916年（大正5年）5月 - 參謀本部員。
- 1918年（大正7年）7月 - 升級為中佐。 
  - 8月 - 軍令部參謀（兼任）。
  - 12月 - 歐州出差（講和會議全權隨員）。
- 1919年（大正8年）4月 - 陸軍大學校教官。 
  - 12月25號 - 參謀本部作戰班長。
- 1921年（大正10年）7月20號 - 大佐晉級野砲兵第16 聯隊長。
- 1922年（大正11年）8月15號 - 陸軍野戰砲兵學校 教導聯隊長。
- 1923年（大正12年）8月6號 - 參謀本部作戰課長兼軍令部參謀。
- 1926年（大正15年）3月2號 - 升級為少將。野戰重砲兵第4旅長。
- 1927年（昭和2年）7月26號 - 參謀本部第4部長。
- 1928年（昭和3年）8月10號 - 參謀本部第1部長。
- 1931年（昭和6年）8月1號 - 對中將晉級砲兵監。
- 1933年（昭和8年）8月1號 - 第14師團長。
- 1935年（昭和10年）12月2號 - 航空本部長。
- 1936年（昭和11年）8月1號 - 台灣軍司令官。
- 1937年（昭和12年）8月2號 - 軍事參議官。 
  - 8月26號 - 教育總監。
  - 11月1號 - 大將 晉級。
- 1938年（昭和13年）2月14號 - 華中方面軍司令官。 
  - 12月15號 - 軍事參議官。
- 1939年（昭和14年）5月25號 - 侍從武機關的長官。 
  - 8月30號 - 陸軍大臣。
- 1940年（昭和15年）7月22號 - 軍事參議官。
- 1941年（昭和16年）3月1號 - 中國派遣軍總司令官。
- 1944年（昭和19年）6月2號 - 被任命元帥。 
  - 11月23號 - 教育總監。
- 1945年（昭和20年）4月6號 - 第二总军總司令官。 
  - 11月 - 予備作用編入。
  - 12月2號 - 作為甲級戰犯逮捕命令。
- 1948年（昭和23年）11月12號 - 終身刑。
- 1954年（昭和29年）10月 - 假釋。
- 1958年（昭和33年）4月 - 赦免。
  - 7月 - 偕行社會長。
- 1962年（昭和37年）5月10號 - 福島縣用棚倉陣亡者慰靈碑揭幕式出席期間倒下，享年82歲。

### 书籍
- 梅谷芳光編著 『忠鑑 畑元帥』（国風会本部）、昭和39年（1964年）
- Dupuy, Trevor N. . New York: HarperCollins Publishers. 1992. ISBN 0-7858-0437-4.
- Fuller, Richard. . London: Arms and Armor. 1992. ISBN 978-1-85409-151-2.
- Hayashi, Saburo; Cox, Alvin D. . Quantico, VA: The Marine Corps Association. 1959.
- Maga, Timothy P. . University Press of Kentucky. 2001. ISBN 0-8131-2177-9.